# Karl Friedrich Scheibe
Karl Friedrich Scheibe (* 26. August 1812 in Gera; † 27. Oktober 1869 in Dresden) war ein deutscher Altphilologe und Schulleiter.

## Leben
Karl Friedrich Scheibe, Sohn eines wohlhabenden Lohgerbers, besuchte von 1819 bis 1830 das Geraer Gymnasium. Anschließend ging er an die Leipziger Universität, an der er bis 1834 Philologie studierte und insbesondere von Gottfried Hermann und Wilhelm Dindorf beeinflusst wurde. Hermann nahm Scheibe in seine griechische Gesellschaft auf und vermittelte ihm 1834 seine erste Anstellung als Hilfslehrer an der lateinischen Hauptschule Halle. Dort wurde er, nach bestandener Prüfung, ein Jahr darauf festangestellter Lehrer und begann bereits seine schriftstellerische Tätigkeit.
Scheibe nahm 1838 einen Ruf als Lehrer des Neustrelitzer Gymnasium Carolinum an, 1847 erfolgte an der Anstalt die Ernennung zum Professor. 1856 folgte er, nachdem er 18 Jahre in Neustrelitz gewirkt hatte, einem Ruf als Professor an das der Blochmannschen Erziehungsanstalt angeschlossene Gymnasium. 1861 wurde das Gymnasium als Vitzthumsches Gymnasium eigenständig und Scheibe dessen erster Rektor. Der als tüchtiger Lehrer und Gelehrter bekannte Scheibe bewies sich als guter Geschäftsmann und baute das Gymnasium schnell aus. 1869 verstarb er im Amt.
Karl Friedrich Scheibe war verheiratet mit Ida Adelheid geborene Schenk (1814–1886). Aus der Ehe ging unter anderen der sächsische Offizier Albert Bruon Scheibe (1846–1933) hervor. Zu seinen Enkelkinder zählten unter anderem der Schriftsteller Albert Scheibe (1877–1945) und der Bildhauer Richard Scheibe (1879–1964).

## Ehrungen
- 11. September 1867: Ritter des Hausordens der Wendischen Krone

## Publikationen (Auswahl)
- Observationes in oratores Atticos, Halle 1836.
- Die oligarchische Umwälzung zu Athen am Ende des peloponnesischen Krieges und das Archontat des Eukleides, Leipzig 1841.
- Emendationum Lysiacarum fasciculus, Neustrelitz 1852.
- Lectiones Lysiacae. Leipzig 1856.
- Commentatio critica de Isaei orationibus, Dresden 1859.
- Lycurgi oratio in Leocratem, Leipzig 1860.